# Maximilian Just
Maximilian Just (* 18. November 2002) ist ein deutscher Volleyball- und Beachvolleyballspieler.

## Karriere Halle
Just spielte in seiner Jugend beim Berliner TSC, mit dem er 2017 deutscher U16-Meister und 2019 deutscher U18-Meister wurde. Seit 2019 spielt der Außenangreifer mit dem VC Olympia Berlin in der zweiten und ersten Bundesliga. Just gehörte auch zum Kader der deutschen Junioren-Nationalmannschaft.

## Karriere Beach
Just startete 2018 mit dem Beachvolleyball und wurde mit Lui Wüst deutscher U17-Vizemeister in Haltern am See. 2019 gewannen Just/Wüst in Magdeburg die deutsche U18-Meisterschaft. Mit Moritz Eckardt erreichte Just in Magdeburg Platz fünf in der U20-Kategorie.
2020 wurde Just zusammen mit Linus Engelmann in Laboe deutscher U19-Vizemeister. Ein Jahr später wurde er mit dem Flensburger Hennes Jorge Nissen in Bochum deutscher U20-Vizemeister. Ansonsten war 2021 Lui Wüst sein fester Partner. Just/Wüst erreichten bei der U20-Europameisterschaft im türkischen Izmir Platz fünf und beim nationalen „King of the Court“-Turnier in Hamburg Platz vier. Außerdem qualifizierten sie sich über die German Beach Tour 2021 für die deutsche Meisterschaft in Timmendorfer Strand, bei der sie Platz dreizehn belegten. Zum Jahresende erreichte Just mit dem Kieler Momme Lorenz im thailändischen Phuket bei der U19-Weltmeisterschaft Platz fünf. Auf der German Beach Tour 2022 starteten Just/Wüst mit unterschiedlichen Ergebnissen, qualifizierten sich allerdings für die Deutschen Meisterschaft 2022, bei der sie Platz vier erreichten. 2023 waren sie auf mehreren internationalen Future-Turnieren aktiv. Bestes Ergebnis war hier ein vierter Platz in Madrid. Auf der German Beach Tour 2023 war ein dritter Platz in München ihr größter Erfolg. Bei der U22-Europameisterschaft im rumänischen Timisoara wurden sie Vizemeister. Bei der Deutschen Meisterschaft 2023 erreichten Just/Wüst Platz fünf.
2024 startete Just zunächst zusammen mit Robin Sowa. Auf der German Beach Tour gewannen sie in Düsseldorf und erreichten in München Platz fünf. Just/Sowa gewannen die internationalen Future-Turniere in Krakau und in Messina. Mit Paul Henning gewann Just das deutsche Turnier in Kühlungsborn, nahm an der Beachvolleyball-Europameisterschaft 2024 in den Niederlanden teil und erreichte beim internationalen Elite16-Turnier in Hamburg Platz neun. Bei der Deutschen Meisterschaft 2024 erreichten Just/Sowa Platz drei. Anschließend wurde Just in Rio de Janeiro zusammen mit Philipp Huster Studentenweltmeister. Mit Huster hatte er im November beim Challenge-Turnier in Haikou mit dem Erreichen des Halbfinales und somit dem vierten Platz seinen größten Erfolg. Bei den anschließenden gleichwertigen Turnieren in Chennai und in Nuvali landeten Huster/Just auf den Plätzen dreizehn und sieben.
Auf der World Beach Pro Tour 2025 hatten Huster/Just mit neunten Plätzen bei den Challenge-Turnieren in Yucatán und Alanya sowie mit Platz 13 beim Elite16-Turnier in Quintana Roo ihre besten Ergebnisse. Im Juli gewannen sie bei den Summer World University Games 2025 in Duisburg die Goldmedaille.